# Fuente Palmera
Fuente Palmera ist eine Stadt mit 9.907 Einwohnern (Stand: 2024) in der Provinz Córdoba in Andalusien.

## Lage
Der Ort liegt im mittleren Tal des Guadalquivir, genauer gesagt in der so genannten Wüste von La Parrilla, einem Gebiet mit Wüstentendenz, aber reich an bewässerten Feldern, ganz in der Nähe der Flüsse Guadalquivir und Genil.

## Geschichte
Fuente Palmera wurde im Jahr 1767 gegründet. König Karl III. von Spanien wollte einige entvölkerte Gebiete des Guadalquivir-Tals und der Sierra Morena kolonisieren. Dieses große Projekt etablierte drei Hauptsiedlungsgebiete: La Carolina (Jaén), La Carlota (Córdoba), und La Luisiana (Sevilla). Ziel dieser Kolonisation war es, einerseits den Postkutschenverkehr vor dem Banditentum zu schützen und andererseits wieder ertragreiche Bauernhöfe zu etablieren. Etwa 6000 deutsche und flämische katholische Siedler sowie einige Katalanen und Valencianer kamen als Neusiedler. Deutsche wurden von Johann Kaspar Thürriegel rekrutiert. Einige davon ließen sich in Fuente Palmera nieder. Diese sahen sich jedoch mit Schwierigkeiten bei der Ankunft und Feindseligkeiten der Einwohner Ecijas konfrontiert. Die Krone musste schließlich Eingreifen, um den Beschimpfungen der neuen Bewohner ein Ende zu setzen.

## Bevölkerungsentwicklung
| Bevölkerung | Bevölkerung | Bevölkerung | Bevölkerung | Bevölkerung | Bevölkerung | Bevölkerung | Bevölkerung | Bevölkerung | Bevölkerung |
| 1842        | 1900        | 1950        | 1960        | 1970        | 1980        | 1990        | 2000        | 2010        | 2020        |
| ----------- | ----------- | ----------- | ----------- | ----------- | ----------- | ----------- | ----------- | ----------- | ----------- |
| 1.676       | 3.968       | 8.183       | 9.070       | 8.914       | 8.076       | 9.371       | 9.826       | 10.979      | 9.916       |